# Dracea
Dracea – wieś w Rumunii, w okręgu Teleorman, w gminie Dracea. W 2011 roku liczyła 1001 mieszkańców.